# علوم اجتماعية
يشير مصطلح العلوم الاجتماعية إلى التخصصات الأكاديمية التي تهتم بالمجتمع وعلاقات الأفراد مع بعضهم داخل المجتمع وتعتمد في الأساس على مناهج تجريبية. وعادة ما يستخدم كمصطلح شامل للإشارة إلى علم الإنسان وعلم الاقتصاد وعلم النفس وعلم الاجتماع. وقد يشمل غالبًا بمعناه الأوسع العلوم الإنسانية مثل علم الآثار والدراسات الإقليمية ودراسات الاتصالات والدراسات الثقافية والتاريخ والقانون وعلوم اللغة والعلوم السياسية. ويمكن استخدام هذا المصطلح في السياق العلمي للإشارة إلى أصل علم الاجتماع، الذي نشأ في القرن التاسع عشر حيث إن الكلمة الإنجليزية "sociology" (باللغة اللاتينية: socius، أي «رفيق»؛ اليونانية λόγος، lógos، أي «كلمة» و«معرفة» و«دراسة»). ويشار إلى إميل دوركهايم، كارل ماركس وماكس فيبر على أنهم من أسسوا العلوم الاجتماعية الحديثة وفقًا لهذا التعريف.
يستخدم علماء الاجتماع النظرية الوضعية والتي تشبه العلوم الطبيعية كأدوات لفهم المجتمع وبالتالي تعريف العلم بمعناه الضيق الحديث. أما علماء الاجتماع المناهضون للفلسفة الوضعية فهم على العكس ربما يستخدمون النقد الاجتماعي أو التفسير الرمزي وليس النظريات البنائية التجريبية القابلة للخطأ، وتتناول العلم بمعناه الواسع. وفي الممارسة الأكاديمية الحديثة غالبًا ما يكون الباحثون انتقائيين، ويستخدمون منهجيات متعددة (على سبيل المثال الجمع بين التقنيات الكمية والنوعية). كما اكتسب مصطلح البحث الاجتماعي درجة من الاستقلالية حيث يتقاسم المشتركون من مختلف التخصصات في الأهداف والوسائل.[بحاجة لمصدر]

## تاريخ
بدأ تاريخ العلوم الاجتماعية في عصر التنوير بعد عام 1650، الذي شهد ثورة داخل الفلسفة الطبيعية، غيرت الإطار الأساسي الذي كان يفهم من خلاله الأفراد ما كان يطلق عليه صفة «علمي». نشأت العلوم الاجتماعية من الفلسفة الأخلاقية لذلك العصر، وكانت متأثرة بعصر الثورات، مثل الثورة الصناعية والثورة الفرنسية. تطورت العلوم الاجتماعية من العلوم (التجريبية والتطبيقية)، أو من المعرفة القائمة على أساس منهجي أو الممارسات التوجيهية، المتعلقة بالنمو الاجتماعي لمجموعة من الكيانات المتفاعلة.
ظهرت بدايات العلوم الاجتماعية في القرن الثامن عشر في الموسوعة الكبرى لديدرو، مع مقالات لجان جاك روسو وغيره من الرواد. ظهر أيضًا نمو العلوم الاجتماعية في موسوعات متخصصة أخرى. نظر العصر الحديث إلى «العلم الاجتماعي» في أول استخدام باعتباره حقلًا مفاهيميًا متميزًا. تأثر العلم الاجتماعي بالمذهب الوضعي، وركز على المعرفة القائمة على الخبرة الحسية المؤكدة، وابتعد عن المعرفة غير المؤكدة؛ كان التأمل الميتافيزيقي مستبعدًا. استخدم أوجست كومت مصطلح «العلم الاجتماعي» لكي يصف المجال المستمد من أفكار تشارلز فورير؛ أشار كومت أيضًا إلى مجال يُعرف باسم الفيزياء الاجتماعية.
انطلق بعد تلك الفترة، خمسة مسارات للتطور في العلوم الاجتماعية، متأثرة بكومت في مجالات أخرى. كان أول مسار يُتّبع هو نشأة البحث الاجتماعي. أُجريت المسوحات الإحصائية الكبيرة في مناطق مختلفة من الولايات المتحدة وأوروبا. اتخذ إيميل دوركايم، إذ درس «الحقائق الاجتماعية»، وفلفريدو باريتو مسارًا آخر، ما أفضى إلى أفكار ما بعد نظرية ونظريات فردية. تطورت وسائل ثالثة، نشأت من الانقسام المنهجي الحالي، والذي من خلاله تُعرف الظاهرة الاجتماعية وتُفهم؛ كان ماكس فيبر من الشخصيات التي أيدت هذا المسار. تطور المسار الرابع من داخل الاقتصاد، وعزز من المعرفة الاقتصادية بوصفها تمثيلًا للعلم الصلب. كان المسار الأخير هو التداخل بين المعرفة والقيم الاجتماعية؛ طالبت بشدة سوسيولوجيا ماكس فيبر المرتبطة بالفهم ومناهضة الوضعية بهذا التمييز. كانت النظرية (الوصف) والدعوى في هذا المسار، عبارة عن مناقشات منهجية متداخلة للموضوع.
واجهت فلسفة عصر التنوير مع بداية القرن العشرين تحديًا في مختلف الأوساط. استخدمت مجالات متعددة مثل دراسات الرياضيات لصالح الدراسات التجريبية، ومعادلات التحقق بغرض بناء هيكل نظري، وذلك بعد استخدام النظريات الكلاسيكية منذ نهاية الثورة العلمية. أصبح تطور التخصصات الفرعية للعلوم الاجتماعية كميًا للغاية في جانبه المنهجي. على عكس ذلك، جعلت طبيعة التخصصات المتعددة والبينية للبحث العلمي في السلوك البشري، والعوامل الاجتماعية والبيئية المؤثرة عليه، العديدَ من العلوم الطبيعية تهتم ببعض الجوانب المنهجية للعلوم الاجتماعية. تشتمل أمثلة عدم وضوح الحدود بين التخصصات على تلك التخصصات الناشئة، مثل الدراسات الاجتماعية للطب، والبيولوجيا الاجتماعية، وعلم النفس العصبي، والاقتصاديات الحيوية، وسوسيولوجيا العلم وتاريخه. أصبح التكامل بين المناهج النوعية والكمية أمرًا متزايدًا في دراسة السلوك البشري وتأثيراته وتوابعه، وأصبح علم الإحصاء في النصف الأول من القرن العشرين تخصصًا قائمًا بذاته ضمن الرياضيات التطبيقية، واستُخدمت المناهج الإحصائية بثقة.
كان لكارل بوبر وتالكوت بارسونز في الحقبة المعاصرة، تأثيرًا في تعزيز العلوم الاجتماعية. يواصل الباحثون السعي نحو إيجاد توافق حول منهجية ما، بإمكانها الربط بقوة ودقة بين «النظرية الكبرى» المقترحة والعديد من النظريات متوسطة المدى، والتي تستمر، نظرًا إلى نجاحها الكبير، بتوفير أُطر عمل صالحة للاستعمال لبنوك البيانات المتنامية والهائلة. للمزيد انظر إلى توافق الأدلة. سوف تتكون العلوم الاجتماعية في المستقبل المتوقع من مناطق مختلفة في بحث المجال، والذي يختلف أحيانًا في مقاربة هذا المجال.
قد يشير مصطلح «العلم الاجتماعي» إما إلى علوم معينة للمجتمع، التي نشأت على أيدي مفكرين مثل كومت ودوركايم وماركس وفيبر، أو تشير بشكل عام إلى كل التخصصات خارج ما يُعرف باسم «العلم النبيل» والفنون. تشكلت العلوم الاجتماعية الأكاديمية مع حلول أواخر القرن التاسع عشر من خمسة مجالات: التشريع وتنقيح القانون، والتعليم، والصحة، والاقتصاد والتجارة، والفن. وصِفَ المجال المتسع للاقتصاد في العلوم الاجتماعية، مع حلول بداية القرن الحادي والعشرين، باعتباره إمبريالية اقتصادية.[بحاجة لمصدر]

## أفرع العلوم الاجتماعية
تمثل تخصصات العلوم الاجتماعية أفرع للمعرفة التي تُدَّرس وتُبح في الكليات أو المستوى الجامعي. تُحدَد تخصصات العلوم الاجتماعية ويُعتَرف بها من جانب المجلات الأكاديمية التي تُنشر فيها الأبحاث، وجمعيات العلوم الاجتماعية العلمية، والأقسام أو الكليات الأكاديمية التي ينتمي إليها الممارسون في هذا المجال. تحتوي مجالات الدراسة في العلوم الاجتماعية على العديد من التخصصات الفرعية، وغالبًا ما تكون الخطوط الفاصلة بين تلك الأفرع غامضة واعتباطية.

### علم النفس
يُعد علم النفس مجالًا أكاديميًا وتطبيقيًا، يتضمن دراسة السلوك والعمليات العقلية. يشير علم النفس أيضًا إلى تطبيق تلك المعرفة على مجالات مختلفة من النشاط البشري، بما في ذلك مشكلات الحياة اليومية للفرد وعلاج الأمراض العقلية. يأتي مصطلح سيكولوجي من اللغة اليونانية القديمة ψυχή psyche والتي تعني («النفس» و«الذهن») وlogy أي («الدراسة»).
يختلف علم النفس عن الأنثروبولوجيا والاقتصاد والعلوم السياسية وعلم الاجتماع، في أنه يسعى للحصول على تعميمات تفسيرية حول الوظيفة العقلية والسلوك الصريح للأفراد، في حين ترك التخصصات الأخرى على خلق تعميمات وصفية حول عمل المجموعات الاجتماعية أو السلوك البشري لموقف معين. على الرغم من ذلك يوجد في الممارسة العملية الكثير من التلاقح بين المجالات المختلفة. يختلف علم النفس عن البيولوجيا وعلم الأعصاب، في أنه يتعلق في الأساس بالتفاعل بين العمليات العقلية وبين السلوك، والعمليات الشاملة للجهاز النفسي، ولا يتعلق فقط بالعمليات البيولوجية أو العصبية ذاتها، ومع ذلك يمزج علم النفس العصبي، وهو مجال فرعي، بين دراسة العمليات العصبية الفعلية مع دراسة التأثيرات العقلية التي تنتجها بشكل ذاتي. يربط بعض الناس بين علم النفس وبين علم النفس السريري، الذي يركز على تقييم وعلاج مشكلات الحياة والأمراض النفسية. يمتلك علم النفس في الواقع تخصصات لا تحصى، تشمل علم النفس الاجتماعي وعلم نفس النمو وعلم النفس المعرفي وعلم النفس التربوي وعلم النفس الصناعي والتنظيمي وعلم النفس الرياضي وعلم النفس العصبي والتحليل الكمي للسلوك.[بحاجة لمصدر]

### علم الاجتماع
علم الاجتماع هي الدراسة المنهجية للمجتمع، وعلاقات الأفراد مع مجتمعاتهم، وعواقب التفاوت، وجوانب أخرى من النشاط الاجتماعي البشري. يأتي معنى الكلمة من اللاحقة «logy-» المشتقة من اليونانية القديمة والتي تعني «دراسة»، ويأتي جذر الكلمة «soci-» من اللاتينية socius التي تعني «رفيق» أو مجتمع بشكل عام.
صاغ أوجست كومت (1798 - 1857) مصطلح سوسيولوجيا في عام 1838، باعتباره طريقة لتطبيق مبادئ وأساليب العلوم الطبيعية على العالم الاجتماعي. سعى كومت إلى توحيد التاريخ وعلم النفس والاقتصاد عبر فهم وصفي للعالم الاجتماعي. واقترح إمكانية علاج العلل الاجتماعية من خلال الوضعية السوسيولوجية، وهي مقاربة إبستمولوجية قدمها في كتابه دروس في الفلسفة الوضعية (1830 - 1842) ورؤية عامة للوضعية (1844). وعلى الرغم من النظر إلى كومت باعتباره «مؤسس السوسيولوجيا»، فإن المفكر الفرنسي إيميل دوركايم (1858 - 1917) هو الذي أنشأ التخصص رسميًا، فقد طور الوضعية باعتبارها أساس البحث الاجتماعي التطبيقي.